# 西健一
西 健一（にし けんいち、1967年6月20日 - ）は、東京都出身のゲームクリエイターである。有限会社Route24の代表。A型の双子座。

## 人物
- 城北高校卒業後、日本テレネットに企画とシナリオライターのアルバイトとしてゲーム業界に足を踏み入れる。日本テレネットでは『天使の詩』のディレクターなどに携わる。その後スクウェア（現・スクウェア・エニックス）に応募し入社。スクウェアでは『クロノ・トリガー』、『スーパーマリオRPG』の制作に関わる。後に、スクウェアの仲間達と独立し、『マインドシーカー』の開発者である鈴木浩司を社長に据えラブデリックを設立。『moon』など、スクウェア作品とは正反対の癖が強いアーティスティックな作品を送り出し、注目を浴びる。その後、ラブデリックの活動休止に伴いスキップを設立。2006年末にスキップを退社し、Route24を設立。
- 音楽バンドYMOの大ファンであり、ラブデリックの社名は氏の最も好きなアルバムのテクノデリックから引用されている。また、同バンドのメンバーである坂本龍一と共同プロデュースで『L.O.L.』の製作をしたりと影響は大きい。
- シューズハンガーなどの特許を持つ発明が趣味の父親を持つ。
- 自らを「元カリスマクリエイター」と自負する。事実としてゲーム業界が重厚長大な作品しか作らなくなったその傍らでカウンターカルチャーにも通ずる特異な作風の商品を次々とリリースし注目を集めた。
- 動物が好きで、飼っていた犬のタオをゲーム中にキャラクターとしてよく登場させている。

## 作品リスト
- 1990年 『デコボコ伝説 走るワガマンマー』（PCエンジン、開発 : 日本テレネット/RIOT）
- 1991年 『天使の詩』（PCエンジン、開発 : 日本テレネット/RIOT）
- 1992年 『サイコドリーム』（スーパーファミコン、日本テレネット/RIOT）
- 1995年 『クロノ・トリガー』（スーパーファミコン、開発 : スクウェア）
- 1996年 『スーパーマリオRPG』（スーパーファミコン、開発 : スクウェア）
- 1997年 『moon』（プレイステーション、開発 : ラブデリック、発売 : アスキー）
- 1999年『とんでもクライシス!』（プレイステーション、発売 : 徳間書店）
- 2000年 『L.O.L. 〜LACK OF LOVE〜』（ドリームキャスト、開発 : ラブデリック、発売 : アスキー）
- 開発中止「DAH」（2001年、諸事情により開発中止。開発 : ラブデリック）
- 2003年 『ギフトピア』（ニンテンドー ゲームキューブ、開発 : スキップ、発売 : 任天堂）
- 2005年 『ちびロボ!』（ゲームキューブ、開発 : スキップ、発売 : 任天堂）
- 2007年 『アルキメDS』（ニンテンドーDS、開発 : Route24、アルキメ制作委員会、発売 : スキップ）
- 2008年 『キャプテン★レインボー』（Wii、開発 : スキップ、発売 : 任天堂）
- 2008年 『森永卓郎のお金の新常識DSトレーニング』（ニンテンドーDS、発売 : KKベストセラーズ）
- 2008年 『newtonica』（iPhone / iPod touch、発売 : FIELD SYSTEM）
- 2009年 『PostPetDS 夢見るモモと不思議のペン』（ニンテンドーDS、開発 : アルファドリーム、発売 : マーベラスエンターテイメント）
- 2011年 『天外魔境 JIPANG7』（ブラウザゲーム、開発・運営：アルケミア）
- 2015年『まかいピクニック』（ ソーシャルゲーム、開発:Route24）
- 2021年『ツクールシリーズ ヒトノパズル』 （Nintendo Switch、（ダウンロード専用）/ Steam、開発:Route24、販売:Gotcha Gotcha Games）